# Giao An
Giao An là một xã thuộc huyện Lang Chánh, tỉnh Thanh Hóa, Việt Nam.

## Địa lý
Xã Giao An nằm ở phía đông của huyện Lang Chánh, dọc theo hai bờ sông Âm và các chi lưu của sông Âm. Phía tây và phía nam của xã là dãy núi Chí Linh (Bù Rinh), có vị trí địa lý:
- Phía đông giáp huyện Ngọc Lặc
- Phía nam giáp xã Giao Thiện
- Phía tây giáp xã Trí Nang
- Phía bắc giáp thị trấn Lang Cháng.

Theo kết quả Tổng điều tra dân số năm 1999, dân số xã Giao An là 2.390 người.
Đến tháng 8 năm 2009, dân số của xã Giao An là 2.419 người. Thành phần dân tộc gồm: người Mường chiếm 95,2%, người Thái chiếm 2,1%, người Kinh chiếm 2,7%..

## Hành chính
Xã Giao An được chia thành 5 làng: Làng Viên, Chiềng Nang, Làng Ang, Bắc Nặm, Làng Trô.

## Lịch sử
Vùng đất thuộc xã Giao Thiện ngày nay, từ nhà Lê thuộc động Giao Lão, thời Nguyễn thuộc đất mường Bỏ, mường Nang và mường Giao Lão, tổng Thiên Thổ, châu Lang Chánh.
Năm 1981, một phần diện tích và dân số của xã Giao An được tách ra để thành lập xã Giao Thiện.

## Kinh tế
- Trồng luồng
- Làm ruộng
- Khai thác lâm sản: cây tre, nứa, lá dong, gỗ, củi làm than, giấy,...
- Trồng mía cung cấp nguyên liệu cho nhà máy đường Lam Sơn
- Trồng sắn trồng keo khai thác gỗ nứa và lâm sản.

## Văn hóa
- Suối Lá (huối Vớ) là nơi gắn liền với truyền thuyết Nguyễn Trãi thả lá cây có viết dòng chữ Lê Lợi vi vương, Lê Lai vi tương, Nguyễn Trãi vi thần[1]
- Núi Chí Linh nơi đây năm xưa Vua Lê Thái Tổ (Lê Lợi) dấu nghĩa quân khỏi nghĩa.